# كريستال فرنانديز
كريستال فرنانديز (بالإنجليزية: Krystal Fernandez)‏ هي صحفية ومعلقة رياضية أمريكية، ولدت في 11 نوفمبر 1971.